# Кравцов, Владимир Иванович (политик)
Владимир Иванович Кравцов (13 мая 1948 года в совхозе им. Сталина Двуречанский район, Харьковская область, Украинская ССР, СССР) — российский политик, депутат Государственной Думы ФС РФ первого созыва (1993—1995).

## Биография
С 1966 года работал на шахте «Комсомолец» треста «Ленинскуголь» электрослесарем. В 1972 году получил высшее образование по специальности «горный инженер-механик» в Кузбасском политехническом институте. С 1972 по 1989 год работал на производстве «Уралкалий» горным мастером, начальником участка, заместителем начальника рудника по производству, заместителем генерального директора акционерного общества «Уралкалий». С 1989 по 1993 год работал в первом рудоуправлении АО «Уралкалий» в городе Березники директором.
В 1993 году избран депутатом Государственной думы Федерального Собрания Российской Федерации первого созыва от Березниковского одномандатного избирательного округа № 137 Пермского края. В Государственной думе был членом комитета по промышленности, строительству, транспорту и энергетике, входил в депутатскую группу «Стабильность».

## Законотворческая деятельность
За время исполнения полномочий депутата Государственной думы I созыва выступил соавтором проекта закона «О государственном регулировании в области добычи и использования угля, об особенностях социальной защиты работников организаций угольной промышленности».